# Segunda División Peruana 1949
La Segunda División Peruana 1949, la 7ª edición del torneo, fue jugada por ocho equipos y fue organizada por la Asociación No Amateur. 
El ganador del torneo, Jorge Chávez, logró el ascenso a la Primera División de 1950 junto al subcampeón Ciclista Lima. No hubo descenso.

## Ascensos y descensos
| Posición | Ascendido a Primera División 1949 |
| -------- | --------------------------------- |
| 1º       | Centro Iqueño                     |

| Posición | Descendido de Primera División 1948 |
| -------- | ----------------------------------- |
| 8º       | Ciclista Lima                       |
| 9º       | Jorge Chávez                        |

| Posición | Ascendido de Liga Regional 1948 |
| -------- | ------------------------------- |
|          | No hubo                         |

| Posición | Descendido a Liga Regional 1949 |
| -------- | ------------------------------- |
|          | No hubo                         |

## Equipos participantes
| Club                   | Ciudad     |
| ---------------------- | ---------- |
| Association Chorrillos | Chorrillos |
| Atlético Lusitania     | Lima       |
| Carlos Concha          | Callao     |
| Ciclista Lima          | Lima       |
| Defensor Arica         | Lima       |
| Jorge Chávez           | Callao     |
| Santiago Barranco      | Barranco   |
| Unión Callao           | Callao     |

## Tabla de posiciones
| Pos. | Club                   | PJ | PG | PE | PP | GF | GC | DG  | Pts. |
| ---- | ---------------------- | -- | -- | -- | -- | -- | -- | --- | ---- |
| 1    | Jorge Chávez           | 14 | 9  | 4  | 1  | 41 | 15 | +26 | 22   |
| 2    | Ciclista Lima          | 14 | 8  | 4  | 2  | 42 | 29 | +13 | 20   |
| 3    | Unión Callao           | 14 | 6  | 4  | 4  | 28 | 25 | +3  | 16   |
| 4    | Association Chorrillos | 14 | 4  | 4  | 6  | 32 | 38 | −6  | 12   |
| 5    | Defensor Arica         | 14 | 4  | 3  | 7  | 22 | 25 | −3  | 11   |
| 6    | Carlos Concha          | 14 | 3  | 5  | 6  | 24 | 42 | −18 | 11   |
| 7    | Santiago Barranco      | 14 | 3  | 4  | 7  | 18 | 25 | −7  | 10   |
| 8    | Atlético Lusitania     | 14 | 2  | 6  | 6  | 21 | 29 | −8  | 10   |

|  | Campeón y ascendido a la Primera División de 1950 |
|  | Ascendido a la Primera División de 1950           |

## Resultados
| Local \ Visitante      | ACH | LUS | CON | CIC | DAR | JCC | SAN | UNI |
| ---------------------- | --- | --- | --- | --- | --- | --- | --- | --- |
| Association Chorrillos |     | 6–5 | 4–4 | 6–2 | 1–1 | 1–1 | 2–1 | 4–2 |
| Atlético Lusitania     | 4–2 |     | 2–1 | 2–2 | 0–0 | 0–5 | 2–2 | 1–1 |
| Carlos Concha          | 2–2 | 2–1 |     | 2–8 | 3–2 | 0–0 | 2–2 | 0–0 |
| Ciclista Lima          | 2–1 | 2–2 | 6–2 |     | 2–2 | 2–5 | 1–1 | 4–3 |
| Defensor Arica         | 2–1 | 2–0 | 7–0 | 0–4 |     | 0–5 | 4–1 | 2–3 |
| Jorge Chávez           | 3–1 | 2–1 | 5–2 | 2–3 | 2–0 |     | 1–1 | 6–2 |
| Santiago Barranco      | 4–1 | 1–0 | 1–3 | 1–3 | 1–0 | 0–2 |     | 1–2 |
| Unión Callao           | 5–0 | 1–1 | 2–1 | 1–2 | 2–0 | 2–2 | 2–1 |     |